# Пшиброда
Пшиброда (пол. Przybroda) — село в Польщі, у гміні Рокетниця Познанського повіту Великопольського воєводства.
Населення — 404 особи (2011).
У 1975-1998 роках село належало до Познанського воєводства.

## Демографія
Демографічна структура станом на 31 березня 2011 року:
|          | Загалом | Допрацездатний вік | Працездатний вік | Постпрацездатний вік |
| -------- | ------- | ------------------ | ---------------- | -------------------- |
| Чоловіки | 193     | 38                 | 134              | 21                   |
| Жінки    | 211     | 48                 | 113              | 50                   |
| Разом    | 404     | 86                 | 247              | 71                   |